# 南大水库
南大水库是广东省广州市从化区的一个水库。始建于1970年，1973年竣工。水库库坝高31.5米，坝长128米，集雨面积32.2平方公里，库容量400万立方米。建有两级小水力发电站。
2024年11月，南大水库扩建工程开工。预计扩建后总库容为2611万立方米，可为广州市中心城区西北片区和流溪河流域提供应急备用水量1500万立方米；将小海河干流南大水库～源湖桥断面的防洪能力由5年一遇提高到20年一遇；水库设计灌溉面积1.53万亩，水头及余水量发电装机容量1200千瓦。